# Kolhar (K), Bidar
Kolhar (K) là một làng thuộc tehsil Bidar, huyện Bidar, bang Karnataka, Ấn Độ.